# TRAPPIST-1e
TRAPPIST-1e, ook aangeduid als 2MASS J23062928-0502285 e, is een vaste exoplaneet ter grootte van bijna de Aarde, die in de bewoonbare zone rond de ultrakoele dwerg TRAPPIST-1 draait, ongeveer 40,7 lichtjaar, oftewel bijna 3,7336×1014 km van de Aarde in het sterrenbeeld Waterman. De exoplaneet werd gevonden met behulp van de transit-methode, waarbij het verduisterende effect wordt gemeten dat een planeet veroorzaakt wanneer zij voor haar ster langs trekt.
Het was een van de zeven nieuwe exoplaneten die met behulp van waarnemingen van de Spitzer Space Telescope rond de ster werden ontdekt. Drie van de zeven (e, f, en g) bevinden zich in de bewoonbare zone. TRAPPIST-1e is vergelijkbaar met de massa, straal, dichtheid, zwaartekracht, temperatuur en stellaire flux van de aarde. Ook is bevestigd dat het een compacte atmosfeer heeft zoals de aardse planeten in het zonnestelsel. In november 2018 stelden onderzoekers vast dat van de zeven exoplaneten in het multiplanetaire systeem, TRAPPIST-1e degene is met de grootste kans om een aarde-achtige oceaanplaneet te zijn en degene die het meest de moeite waard is om verder te bestuderen met betrekking tot bewoonbaarheid. Volgens de Habitable Exoplanets Catalog is TRAPPIST-1e een van de meest potentieel bewoonbare exoplaneten die tot nu toe zijn ontdekt.

## Kenmerken

### Massa, straal, en temperatuur
TRAPPIST-1e werd ontdekt met de overgang-methode, waarbij de planeet een klein percentage van het licht van zijn ster tegenhield toen hij tussen de ster en de aarde in trok. Hierdoor konden wetenschappers de straal van de planeet nauwkeurig bepalen op 0,910 aardstralen, met een kleine onzekerheid van ongeveer 166–172 km. Variaties in de tijd van de passage en geavanceerde computersimulaties hielpen bij het bepalen van de massa van de planeet, die 0,772 aardmassa bleek te zijn. Nu zowel de straal als de massa van TRAPPIST-1e met kleine foutmarges zijn vastgesteld, konden wetenschappers de dichtheid, oppervlaktezwaartekracht en samenstelling van de planeet nauwkeurig berekenen. TRAPPIST-1e is ongewoon in zijn systeem omdat het de enige planeet is met een zuivere rots-ijzersamenstelling, en de enige met een hogere dichtheid dan de Aarde (TRAPPIST-1c lijkt ook volledig uit rots te bestaan, maar heeft een dikke atmosfeer waardoor hij minder dicht is dan TRAPPIST-1e). Hij heeft een dichtheid van 5,65 g/cm³, ongeveer 1,024 maal de dichtheid van de aarde van 5,51 g/cm³. De hogere dichtheid van TRAPPIST-1e impliceert een aardachtige samenstelling en een vast rotsachtig oppervlak. Dit is ook ongewoon onder de TRAPPIST-1 planeten, want de meeste zijn volledig bedekt door ofwel een dikke stoomatmosfeer, een wereldwijde vloeibare oceaan, of een ijsschelp. TRAPPIST-1e heeft 93% van de oppervlaktezwaartekracht van de aarde, de op één na hoogste in het systeem. Zijn straal en massa zijn ook de op twee na kleinste onder de TRAPPIST-1 planeten.
De planeet heeft een berekende oppervlaktemperatuur van 246,1 K (-27,1 °C), gegeven een albedo van 0. Voor een realistischer aarde-achtig albedo geeft dit echter een onrealistisch beeld van de oppervlaktetemperatuur van de planeet. De evenwichtstemperatuur van de aarde is 255 K; het zijn de broeikasgassen van de aarde die de oppervlaktetemperatuur doen stijgen tot het niveau dat wij ervaren. Als TRAPPIST-1e een dikke atmosfeer heeft, zou zijn oppervlak veel warmer kunnen zijn dan zijn evenwichtstemperatuur.

### Baan
TRAPPIST-1e draait vrij dicht om zijn ster heen. Een volledige omwenteling rond TRAPPIST-1 duurt slechts 6,099 aardse dagen (~146 uur). Hij draait rond op een afstand van 0,02928285 AE, of iets minder dan 3% van de afstand tussen de aarde en de zon. Ter vergelijking: de dichtstbijzijnde planeet in het zonnestelsel, Mercurius, doet er 88 dagen over om op een afstand van 0,38 AE rond de zon te draaien. Ondanks de nabijheid van zijn ster krijgt TRAPPIST-1e slechts ongeveer 60% van het sterlicht dat de aarde van de zon krijgt, vanwege de lage helderheid van zijn ster. De ster zou een hoekdiameter van ongeveer 2,17 graden vanaf het oppervlak van de planeet beslaan, en zou vanaf de aarde ongeveer vier keer zo groot lijken als de zon.

### Ster
De planeet draait rond een (laat M-type) ultrakoele dwerg genaamd TRAPPIST-1. De ster heeft een massa van 0,089 zonmassa's en een straal van 0,121 zonstralen. Hij heeft een temperatuur van 2.516 K en is tussen de 3 en 8 miljard jaar oud. Ter vergelijking: de Zon is 4,6 miljard jaar oud en heeft een temperatuur van 5.778 K. De ster is metaalrijk, met een metalliciteit (Fe/H) van 0,04, ofwel 109% van de zonnehoeveelheid. Dit is bijzonder vreemd, omdat van sterren met zo'n lage massa op de grens tussen bruine dwergen en waterstofsmeltende sterren verwacht mag worden dat ze aanzienlijk minder metaal bevatten dan de zon. Zijn lichtkracht is 0,0522% van die van de zon.
De schijnbare magnitude van de ster, of hoe helder hij lijkt vanuit het perspectief van de aarde, is 18,8. Hij is dus te zwak om met het blote oog te worden gezien.

## Bewoonbaarheid

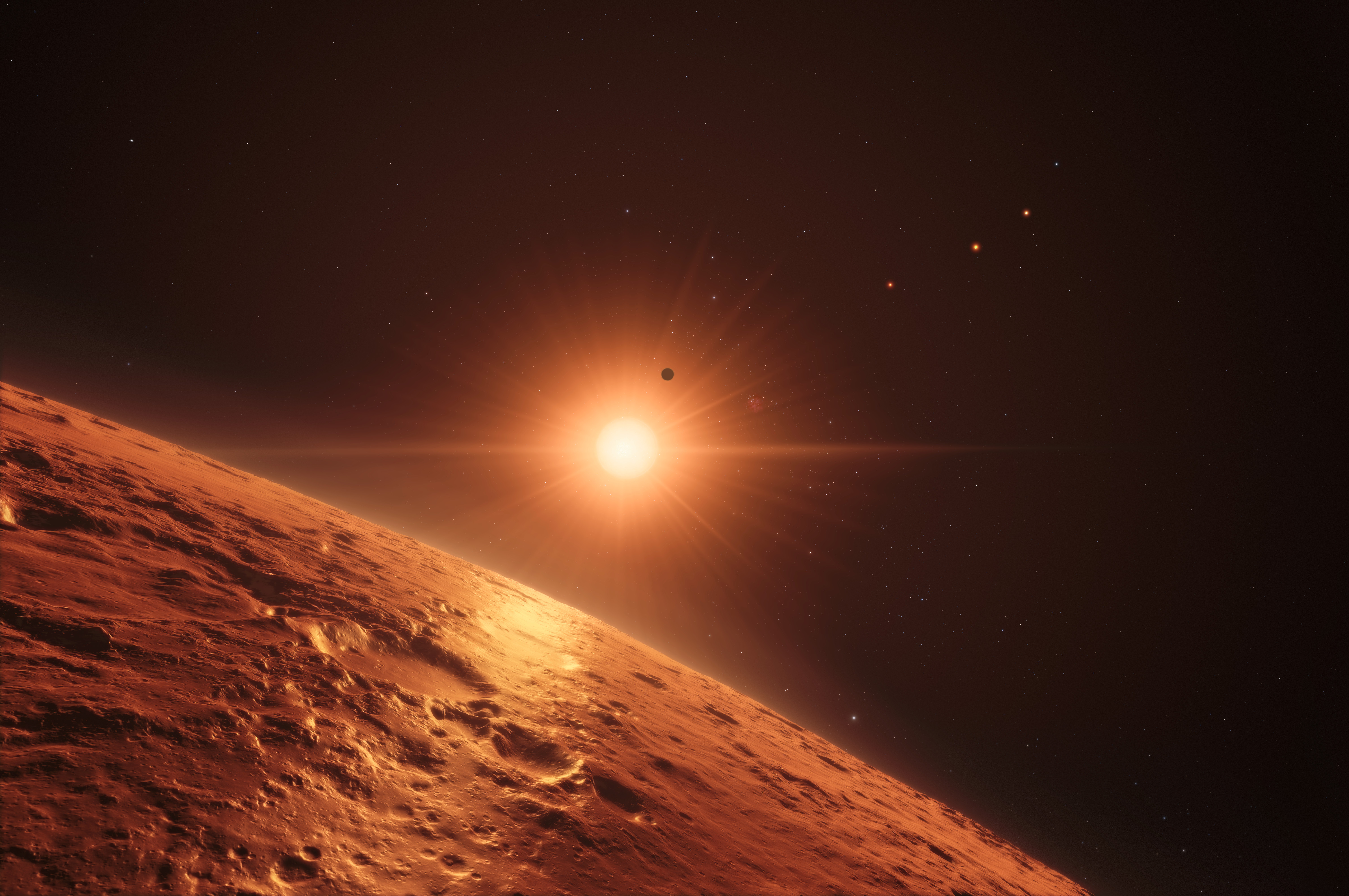
Artist's impression van het TRAPPIST-1 systeem, gezien van boven het oppervlak van een van de planeten in de bewoonbare zone.

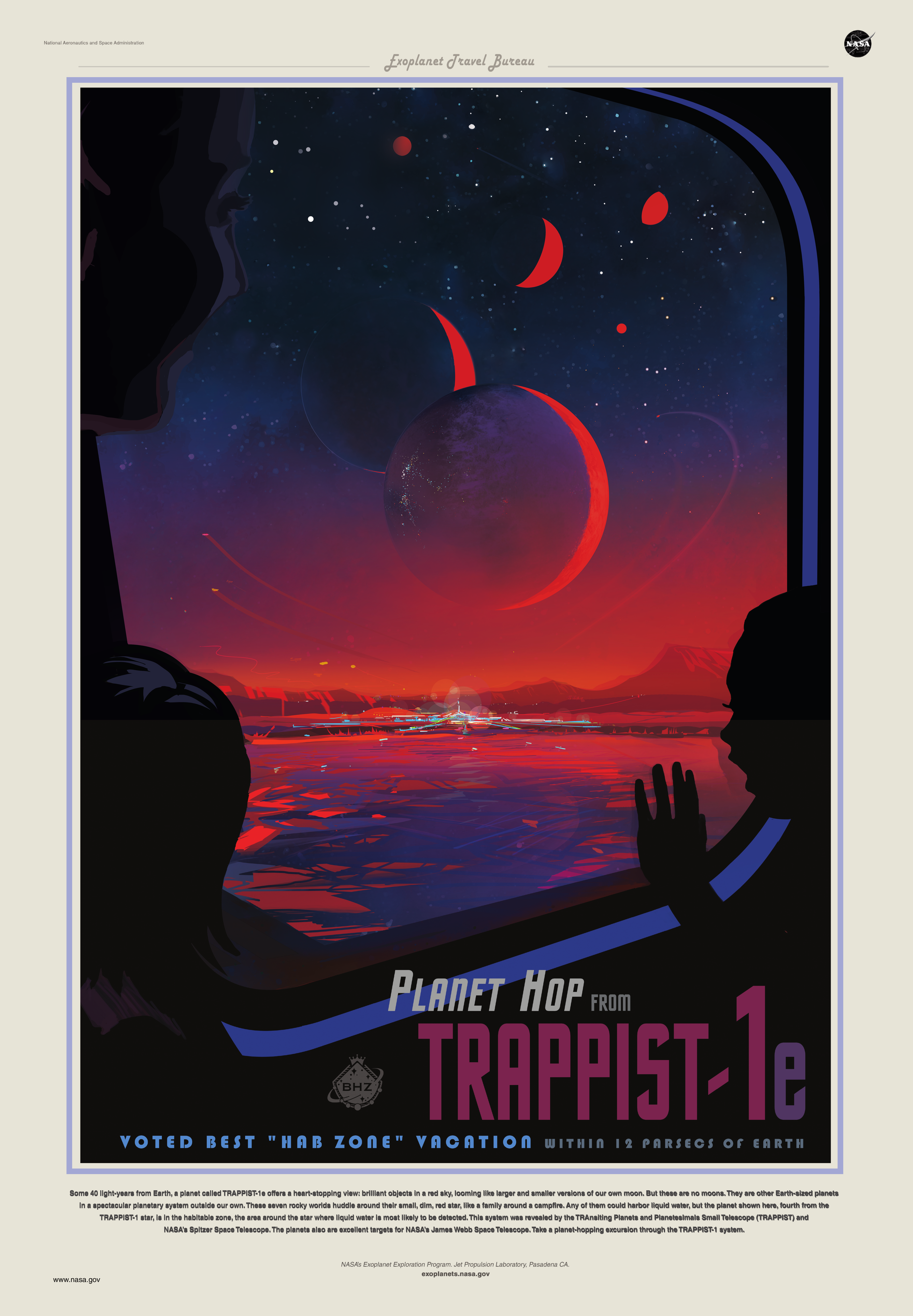
NASA Exoplanet Exploration Program "reisposter" voor TRAPPIST-1e: "Planeet hop van TRAPPIST-1e - Uitgeroepen tot beste 'hab zone' vakantie binnen 12 parsecs van de Aarde"

Er werd bekendgemaakt dat de exoplaneet binnen de bewoonbare zone van zijn moederster draait, het gebied waar, met de juiste omstandigheden en atmosferische eigenschappen, vloeibaar water aan het oppervlak van de planeet kan bestaan. TRAPPIST-1e heeft een straal van ongeveer 0,91 aardstralen, dus is het waarschijnlijk een rotsachtige planeet. Zijn ster is een rode ultrakoele dwerg, met slechts ongeveer 8% van de massa van de zon (dicht bij de grens tussen bruine dwergen en waterstofverbruikende sterren). Daardoor hebben sterren als TRAPPIST-1 het vermogen om vier tot vijf biljoen jaar stabiel te blijven, 400-500 keer langer dan de zon. Vanwege dit vermogen om lang te leven, is het waarschijnlijk dat TRAPPIST-1 een van de laatst overgebleven sterren in het heelal zal zijn, wanneer het gas dat nodig is om nieuwe sterren te vormen uitgeput zal zijn, en de bestaande sterren beginnen af te sterven.
De planeet is waarschijnlijk opgesloten in een getijdenstelsel, waarbij één kant van zijn hemisfeer permanent naar de ster is gericht, terwijl de andere kant in eeuwige duisternis is gehuld. Maar tussen deze twee intense gebieden zou een strook bewoonbaar zijn, de zogeheten terminator-lijn, waar de temperatuur (ongeveer 273 K, 0 °C) geschikt zou kunnen zijn voor vloeibaar water. Bovendien zou een veel groter deel van de planeet bewoonbaar kunnen zijn als het een atmosfeer heeft die dik genoeg is om warmte over te brengen naar de kant die van de ster af is gekeerd.
Gedetailleerdere studies van TRAPPIST-1e en de andere TRAPPIST-1 planeten die in 2018 zijn vrijgegeven, hebben vastgesteld dat de planeet een van de werelden is met de grootste omvang van de aarde die is gevonden, met 91% de straal, 77% de massa, 102,4% de dichtheid (5,65 g/cm³), en 93% de oppervlaktezwaartekracht. TRAPPIST-1e is bevestigd een aardse planeet te zijn met een vast, rotsachtig oppervlak. Het is koel genoeg voor vloeibaar water om zich op het oppervlak te verzamelen, maar niet te koud om te bevriezen zoals op TRAPPIST-1f, g, en h. De planeet ontvangt een stellaire flux 0,604 maal die van de Aarde, ongeveer een derde lager dan die van de Aarde maar aanzienlijk meer dan die van Mars. Zijn temperatuur varieert van 225 K (-48 °C) tot 246,1 K (-27,1 °C), afhankelijk van hoeveel licht de planeet in de ruimte weerkaatst. Beide liggen ook tussen die van de Aarde en Mars. Het is bevestigd dat TRAPPIST-1e een compacte, waterstofvrije atmosfeer heeft, zoals de rotsachtige planeten in het zonnestelsel, wat de kans op bewoonbaarheid nog groter maakt. Waterstof is een krachtig broeikasgas, dus als er genoeg zou zijn om gemakkelijk waar te nemen, zou dat betekenen dat het oppervlak van TRAPPIST-1e onherbergzaam zou zijn. Aangezien zo'n atmosfeer niet aanwezig is, verhoogt dat de kans dat de planeet in plaats daarvan een meer aardachtige atmosfeer heeft.
Omdat het een van de meest veelbelovende potentieel bewoonbare exoplaneten is, zal TRAPPIST-1e een vroeg doelwit zijn van de James Webb Space Telescope. Deze telescoop, met 24 december 2021 als doeldatum voor de lancering, zal gebruikt worden om de atmosfeer van de planeet grondiger te analyseren zodat makkelijker kan worden gezocht naar chemische tekenen van leven of biosignaturen.